# الله أوبانيشاد
الله أوبانيشاد هو نص سنسكريتي منقول يحتوي على العديد من الكلمات العربية، ويُعتقد عمومًا أنه كتب في الهند في القرن السادس عشر أثناء حكم السلطان المغولي أكبر. ويصف أكبر بأنه رسول أو نبي الله.
لا يعد كتاب ألوبانيشاد جزءًا من مجموعة الأوبانيشاد، التي تحتوي تقليديًا على 108 أوبانيشاد، ولا يظهر في أي من الفيدا. في أحد أعداد مجلة الثيوصوفي (بالإنجليزية: The Theosophist)، كتب آر. أنانثاكريشنا ساستري أن هذا العمل كتبه مسلمون اعتنقوا الإسلام مقابل مكافآت مالية خلال فترة الحكم الإسلامي في الهند. وأشار أيضًا إلى أن العمل لم يكن على غرار الأوبانيشاد العادية ويبدو أن كلماته تبدو أكثر مثل اللغة العربية. يصنف جوجيندرا ناث بهاتاشاريا [الإنجليزية] وبي كي ساركار [الإنجليزية] كتاب ألوبانيشاد على أنه عمل إسلامي ويكتبان أنه كتبه أحد رجال البلاط ممّن اعتنق الإسلام إلى أكبر، باعتباره فصلًا غير موثوق به من كتاب أثارفافيدا. قال سوامي فيفيكاناندا: "قيل لي إن ألوبانيشاد كُتب في عهد أكبر، لجمع الهندوس والمسلمين، وكانوا أحيانًا يتوصلون إلى كلمة، مثل "الله" أو "إلا" في "السامهيتا"، ويضعون عليها أوبانيشادًا. ففي هذا ألوبانيشاد، "محمد" هو "راجاسولا"، أيًا كان معنى ذلك."

## النص
1. ألجأ إلى الله، إلهنا، الذي تُشتق أسماؤه من "لا" بمعنى الفناء، و"الله" بمعنى الأبدي، والذي يحمي ميترا (الشمس) وفارونا (إله الماء).
2. ليس هناك سوى إلهٍ واحدٍ، إيلليل؛ الملك فارونا يلجأ إليه مرة أخرى.
3. كل شيء هو الله؛ الشمس والنجوم.
4. كل شيء هو الله؛ فارونا، الشمس، المنير.
5. النَفَس العظيم، الرب، هو من يُقَرب القرابين. الرب هو المُضحِّي.
6. الله هو الأول والأفضل، الأعلى؛ موجود في كل مكان؛ أسمى من جميع الآلهة.
7. هو وحده، الباقي أبدًا.
8. بالقربان يُتقرَّب إلى الله.
9. الله هو الشمس والقمر وجميع النجوم.
10. الله هو إله الريشيين وجميع الآلهة الأخرى، وهو إله إندرا، والمادَّة الأولى (مايا)، والأثير.
11. الله في الأرض وفي السماء وفي صور متعددة.'
12. كل شيء هو الله. كل شيء هو الله، وكل شيء هو هو.
13. "أوم" هو الله. كل شيء هو هو. بطبيعته أبدي. أثارفان (الريشي) يسجد لمثل هذا.
14. أعطِنا الماء، والمواشي، والسيدهات (القدرات الروحية)، وما يعيش في الماء، و"فوت" (مانترا).
15. قاتل الأعداء. "هوم، هريم". لا شيء إلا الله؛ لا شيء إلا الله. وبهذا تنتهي الألوأوبانيشاد.

## آراء حول التأليف والأصالة
في أحد أعداد مجلة الثيوصوفي (بالإنجليزية: The Theosophist)، كتب آر. أنانثاكريشنا ساستري أن هذا العمل كتبه مسلمون اعتنقوا الإسلام مقابل مكافآت مالية خلال فترة الحكم الإسلامي في الهند. وأشار أيضًا إلى أن العمل لم يكن على غرار الأوبانيشاد العادية ويبدو أن كلماته تبدو أكثر مثل اللغة العربية. يصنف باتاتشاريا وساركار كتاب ألوبانيشاد على أنه عمل إسلامي ويكتبان أنه كتبه أحد رجال البلاط المسلمين المتحولين إلى أكبر والذي كان لديه فصل غير موثوق به من الأثارفافيدا. اقترح تشارلز إليوت [الإنجليزية] أن العمل ربما يكون قد كُتب فيما يتعلق بحركة دين إلهي، وكتب أن العمل لا يمكن وصفه بأي حال من الأحوال بأنه غير مزور. يقول المؤلف إس إن ساداسيفان [الإنجليزية]، "عندما كان السلطان أكبر يلعب بفكرة الدين الجديد الدين الإلهي، كتب المسلمون المتحولون له أوبانيشاد جديد يسمى "ألوبانيشاد" (أوبانيشاد الله) والذي كان غريبًا وغير مقبول بالنسبة له". كتب سوامي فيفيكاناندا أن ألوبانيشاد كان من الواضح أنه يعود إلى تاريخ لاحق كثيرًا وأنه قيل له أنه تم كتابته في عهد أكبر لجمع الهندوس والمسلمين معًا. يكتب ساداسيفان أن هذه الآية كتبها مسلمون اعتنقوا الإسلام لأكبر عندما كان يجرب دينًا جديدًا. كتب ديبندراناث طاغور [الإنجليزية] في سيرته الذاتية أن ألوبانيشاد أُلفَت في أيام أكبر بهدف تحويل الهندوس إلى مسلمين. كتب بانكيم تشاندرا تشاتوبادياي أن ألوبانيشاد كان إنتاجًا وقحًا لبعض المنافقين المسلمين المتحولين إلى حكام المسلمين في الهند. يذكر أبراهام إيرالي [الإنجليزية] أن الكتاب كان رمزًا للتفاعل الثقافي المتبادل بين الثقافات الهندوسية والإسلامية خلال فترة المغول وكان من المفترض أن يجمع المجتمعين معًا.

## طالع أيضًا
- دين إلهي